# Lewiston-Queenston Bridge
Il Lewiston-Queenston Bridge, noto anche come Queenston-Lewiston Bridge, è un ponte che attraversa la gola del fiume Niagara, appena a sud della scarpata del Niagara. Il ponte, inaugurato ufficialmente il 1º novembre 1962, collega gli Stati Uniti d'America e il Canada. Inizia dall'Interstate 190 nella città di Lewiston, nello Stato di New York, e termina all'Autostrada 405 nella località di Queenston, nell'Ontario. Il Lewiston-Queenston Bridge condivide alcune caratteristiche con il Rainbow Bridge, che collega le cascate del Niagara ed è stato progettato da Richard (Su Min) Lee. Sul ponte si trovano due dogane, una dal lato statunitense e un'altra dal lato canadese. Inoltre, sono anche presenti due duty-free shop. Il ponte non è a utilizzo pedonale, ma è presente un servizio taxi autorizzato. Le bandiere del Canada e degli Stati Uniti sventolano nel punto medio sul lato sud del ponte.